# San José Chinantequilla
San José Chinantequilla is een gemeenschap in de Mexicaanse deelstaat Oaxaca. Chinantequilla heeft 463 inwoners (2005) en ligt op ongeveer 1160 meter hoogte.

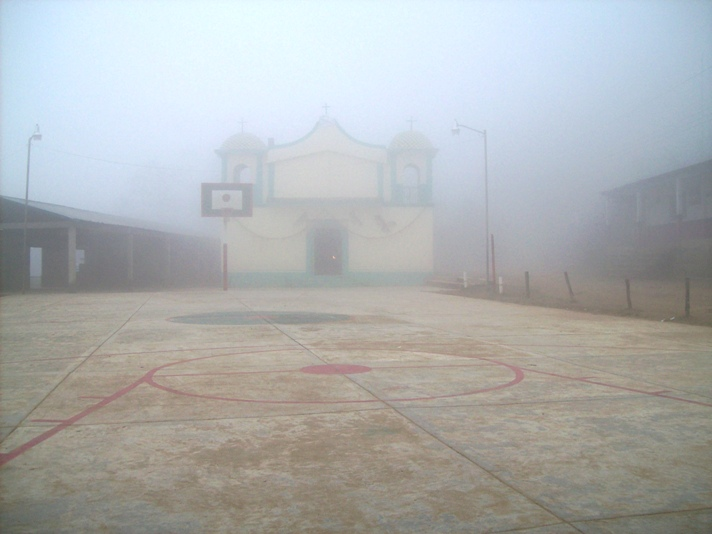
San José Chinantequilla